# Things Fall Apart (álbum)
Things Fall Apart (também conhecido como When Things Fall Apart) é o quarto álbum de estúdio do grupo de hip hop americano The Roots, lançado em 23 de fevereiro de 1999 pela Geffen Records.[carece de fontes?] As sessões de gravação para o álbum ocorreram na Electric Lady Studios durante 1997 a 1998, coincidindo com a gravação de outros projetos de vários artistas incluindo Voodoo de D'Angelo, Mama's Gun de Erykah Badu e Like Water for Chocolate de Common.
O álbum foi considerado pelos críticos de música como o álbum inovador de The Roots, ganhando elogios das principais publicações e críticas, ao mesmo tempo em que se tornou o primeiro disco do grupo a vender mais de 500 mil exemplares. Inclui neste álbum a canção "You Got Me", que ganhou o Prêmio Grammy de 2000 pela Melhor Performance de Rap por Duo ou Grupo, enquanto Things Fall Apart também foi nomeado para o Prêmio Grammy de Melhor Álbum de Rap do mesmo ano, perdendo para The Slim Shady LP de Eminem. Em 5 de abril de 1999, Things Fall Apart foi certificado ouro pela Recording Industry Association of America (RIAA) com mais de 500 mil cópias vendidas, em 22 de abril de 2013, quatorze anos depois do lançamento, o álbum foi certificado platina pela Recording Industry Association of America com mais de 1.000.000 de cópias.